# Hovachalcis gibberosa
Hovachalcis gibberosa is een vliesvleugelig insect uit de familie bronswespen (Chalcididae). De wetenschappelijke naam is voor het eerst geldig gepubliceerd in 1949 door Steffan.